# بلال الأرفه لي
بلال الأرفه لي هو باحث لبناني في اللغة العربية وآدابها، يشغل حاليًا منصب رئيس M.S. Sofia في الدراسات العربية في جامعة ولاية أوهايو، وكان سابقًا أستاذًا مشاركًا للدراسات العربية في الجامعة الأمريكية في بيروت، ويعتبر خبيرًا في النثر والشعر باللغة العربية خاصة خلال القرن العاشر.

## حياته
حصل الأرفه لي على بكالوريوس العلوم الرياضية من الجامعة الأمريكية في بيروت في الأعوام 2000 ووبكالوريوس الآداب (اللغة العربية وآدابها) في 2001 وماجستير في الآداب العربية في 2003 على التوالي، ثم حصل على ماجستير في الفلسفة عام 2006 ودكتوراه في الفلسفة عام 2009 وكلاهما من جامعة ييل في قسم لغات الشرق الأدنى وحضاراته، يعمل الأرفه لي حاليًا أستاذاً للدراسات العربية في الجامعة الأميركية في بيروت، بينما كان أيضًا باحثًا زائرًا للمعهد العالي للدراسات المتقدمة في برينستون (نيو جيرسي) من 2011 إلى 2012، كما يشغل منصب مدير برنامج "CAMES" الصيفي المكثف لتعليم اللغة العربية في الجامعة الأميركية في بيروت.

## أعماله

### كتبه
- البحث عن العزلة، دليل صوفي قصير: خلوة العاكفين (مختارات من سلوة العارفين)، لبلال الأرفه لي وجيرهارد بورينج، بيروت: دار المشرق 2013.
- راحة الصوفيين: دليل وعلم أصول الصوفية، لجيرهارد باورنج وبلال الأرفه لي، في لايدن بريل دراسة 48 ص، نص 688 ص.[7]
- خلاف حول جزء من الصليب الحقيقي: نص عربي من العصور الوسطى من تاريخ العلاقات المسيحية اليهودية الإسلامية في مصر، [طبعة نقدية مع مقدمة ودراسة وترجمة وملاحظات]، لستيفين ديفيز وبلال الأرفه لي وصموئيل نوبل، بيروت: دار المشرق، أبحاث 2012 ص.112.[8]
- الصوفية: أبيض وأسود، طبعة نقدية لكتاب البياض والسواد لأبي الحسن السرجاني (توفي حوالي 477 هـ/ 1077 م)، لبلال الأرفه لي وندى صعب، لليدن بريل 2012، دراسة ص.59، نص ص.510.[9]
- في ظل اللغة العربية: مركزية اللغة في الثقافة العربية، تم تقديم الدراسات إلى رمزي بعلبكي بمناسبة عيد ميلاده الستين، المحرر: بلال الأرفه لي، لايدن بريل 2011، ص. 572.[10]
- زاد سفر الملوك لأبي منصور الثعالبي [طبعة نقدية تشمل مقدمة ودراسة وملاحظات]، رمزي بعلبكي وبلال الأرفه لي، بيروت: معهد الشرق (مكتبة الإسلام 52) 2011، دراسة ص.34، نص 153.[11]
- استفسارات وتفسيرات صوفية لأبي عبد الرحمن السلمي (توفي 412 هـ /1021 م) وبحث عن التقاليد من إعداد إسماعيل بن نجيد النيسابوري (توفي 366 ه / 976) [طبعة نقدية تشمل مقدمة ودراسة]، لبلال الأرفه لي وجيرهارد بورينغ، بيروت: دار المشرق 2010، دراسة ص. 25 وص. 134.[12]
- أطروحات صوفية لأبي عبد الرحمن السلمي [طبعة نقدية تشمل مقدمة ودراسة]، لجيرهارد بورينغ وبلال الأرفه لي، بيروت: دار المشرق أبحاث 2009، دراسة ص. 30، النص ص. 176.[13]

### محاضرات وتقديم مؤتمرات
- «بين القرآن الكريم والنثر والشعر: آل الثعالبي-على سجلات التعبير» جزء من القرآن وتقاليد الأدب في معهد الدراسات الإسماعيلية في لندن، 24-26 أبريل 2012.[14]
- «مختارات الأدب العربي: موقع التهجين الأدبي؟» جزء من التهجين الأدبي والنقل والترجمة والتغير في القرون الوسطى في المؤتمر الدولي الرابع لعوالم البحر الأبيض المتوسط في اسطنبول 5 سبتمبر 2012.[15]

## روابط خارجية
- السيرة الذاتية للدكتور الأرفه لي في الموقع الرسمي للجامعة الأمريكية في بيروت.
- أخبار الجامعة الأمريكية في بيروت